# Forbrug dig selv
Forbrug dig selv er en dansk kortfilm fra 2009, der er instrueret af Asger Lindgaard efter manuskript af ham selv og Jesper Fink.

## Handling
Denne artikel mangler et handlingsreferat. Hjælp os med at skrive det.

## Medvirkende
- Elisabeth Befrits - Jehovas Vidne
- Maria Dreyer - Lille pige
- Finn Rye - Hjemløs
- Troels Thorsen - Forbruger